# Otto Zedler
Otto Zedler (geboren 27. März 1893 in Potsdam; gestorben 1. Mai 1978 in Teltow) war ein deutscher Schauspieler.

## Leben
Otto Zedler stammte aus einfachen Verhältnissen. Er besuchte die Volksschule, brach seine Lehre in Potsdam ab und arbeitete als Telegrammzusteller bei der Reichspost. 1917 wurde er als Soldat eingezogen und erhielt an der Westfront das Eiserne Kreuz 2. Klasse. Er nahm Schauspiel- und Gesangsunterricht und erhielt 1920 sein erstes Engagement am Stadttheater in Neisse. Jährlich hatte er bis 1932 wechselnde Engagements in Frankfurt an der Oder, am Stralsunder Theater, in Guben, Bamberg, Sondershausen, 1926/27 am Wallner-Theater in Berlin, Osnabrück und Lübeck. Ab 1932 war er in Essen fest engagiert und stieg dort zum Operettenspielleiter auf. Seine Popularität in der Stadt führte dazu, dass er zum Prinzen einer Essener Karnevalsgesellschaft gewählt wurde, was der Essener Anzeiger am 13. Januar 1936 meldete. Am 31. März 1936 wurde Zedler als Homosexueller wegen Vergehens gegen § 175 StGB verhaftet, dem vorher schon verhafteten Ensemblemitglied Peter Roleff war unter Gewaltanwendung eine Aussage abgepresst worden. Im Rahmen der Aktion gegen Homosexuelle wurden sein Partner und er Ende 1936 zu einem Jahr Gefängnis verurteilt, danach ihr Zusammenleben verboten und seine Anwesenheit am Wohnort Berlin polizeilich kontrolliert.

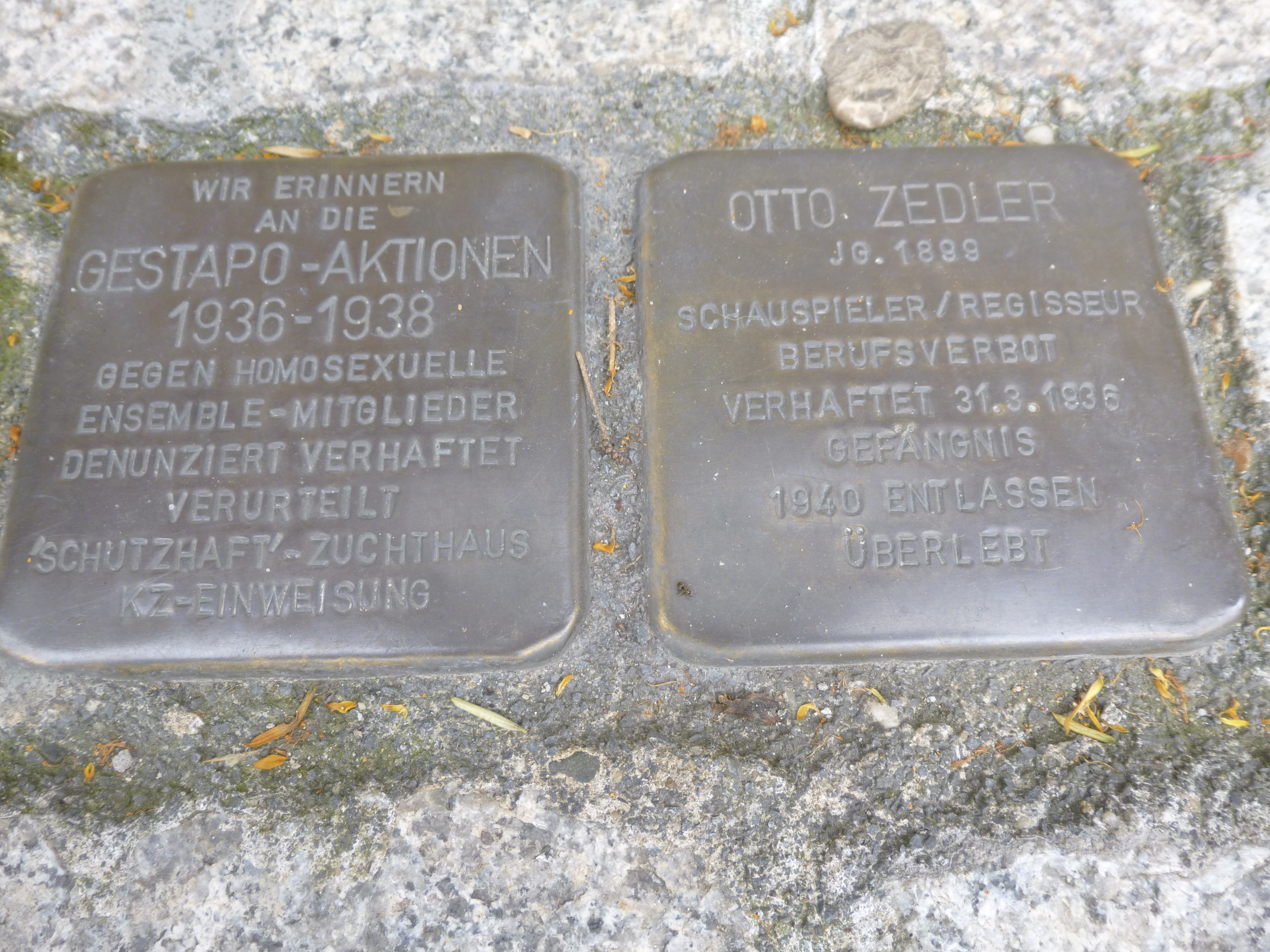
Stolperstein beim Grillo-Theater Essen

Nach Kriegsende fand er in Berlin wieder Beschäftigung als Regisseur und Darsteller im Operettenfach in Berliner Theatern. Von 1947 bis 1951 war er als Spielleiter am Landestheater Brandenburg verpflichtet. In den 1950er Jahren hatte er Engagements am Maxim-Gorki-Theater und an der Berliner Volksbühne in Ost-Berlin. Die DEFA beschäftigte ihn als Filmschauspieler in Nebenrollen in Ein Polterabend, Rivalen am Steuer,  Unternehmen Ölzweig, Die Glatzkopfbande, Weimarer Pitaval, Der Fächer der Madame de Pompadour, Seine Kinder und Alfons Zitterbacke.
Er wohnte in Kleinmachnow.
2014 wurde zum Gedenken Otto Zedlers vor dem Essener Grillo-Theater ein Stolperstein vom Forum Essener Lesben und Schwule im Rahmen der Aufarbeitung des sog. „Theaterskandals“ Essen zu dem Hischfeldtagen 2014 in NRW verlegt.

## Filmografie (Auswahl)
- 1955: Ein Polterabend
- 1957: Rivalen am Steuer
- 1960: Fernsehpitaval: Der Fall René Levacher alias… (Fernsehreihe)
- 1960: Fernsehpitaval: Der Fall Hoefle
- 1963: Die Glatzkopfbande
- 1963: Bonner Pitaval: Die Affäre Heyde-Sawade (Fernsehreihe)
- 1966: Alfons Zitterbacke

## Theater
- 1955: Adolf Glaßbrenner: Nante und Verwandte (Aktuarius) – Regie: Walter Richter-Reinick (Maxim-Gorki-Theater Berlin)
- 1957: Ewan MacColl nach Aristophanes: Unternehmen Ölzweig – Regie: Joan Littlewood (Maxim-Gorki-Theater Berlin)
- 1962: Lajos Mesterházi: Das elfte Gebot – Regie: Horst Schönemann/Helfried Schöbel (Maxim-Gorki-Theater Berlin)
- 1965: Curt Goetz: Hokuspokus (Butler) – Regie: Ottofritz Gaillard (Volksbühne Berlin – Theater im III. Stock)

## Hörspiele
- 1960: Rolf Schneider: Der dritte Kreuzzug oder Die wundersame Geschichte des Ritters Kunifried von Raupenbiel und seine Aventiuren – Regie: Wolfgang Brunecker (Hörspiel – Rundfunk der DDR)
- 1967: Rolf Wohlgemuth: Verraten und verkauft – Regie: Peter Groeger (Hörspiel – Rundfunk der DDR)
- 1968: Hans Pfeiffer: Dort unten in Alabama – Regie: Wolfgang Brunecker (Hörspiel – Rundfunk der DDR)
- 1968: Maxim Gorki: Pasquarello – Der Redakteur – Regie: Detlef Kurzweg (Kinderhörspiel – Rundfunk der DDR)